# Divoká Orlice
Il Divoká Orlice (in polacco Dzika Orlica, in tedesco Wilde Adler) è un fiume che attraversa la Polonia e la Repubblica Ceca. Scorre attraverso il voivodato della Bassa Slesia in Polonia, mentre attraversa le regioni di Hradec Králové e Pardubice nella Repubblica Ceca. Nasce all'interno della riserva naturale Torfowiska pod Zieleńcem sui monti Bystrzyckie e inizialmente scorre verso sud, per poi dirigersi verso sud-est.
Nel tratto di 29,5 chilometri che va da Lasówka a Lesica, il Divoká Orlice funge da confine naturale tra Polonia e Repubblica Ceca, segnando anche il limite sud-occidentale del distretto di Kłodzko. Questo corso d'acqua è generalmente considerato separato dall'Orlice, anche se tecnicamente ne costituisce il corso superiore e medio. Il fiume continua poi fino alla sua confluenza con il Tichá Orlice, dopo la quale è conosciuto semplicemente come Orlice.
Il fiume ha una lunghezza totale di 99,3 km (61,7 miglia) e fa parte del bacino idrografico dell'Elba, che sfocia nel Mare del Nord.